# بيل إيل (نيوفندلاند ولابرادور)
بيل إيل (بالفرنسية: Belle Isle)‏ (وتعني: الجزيرة الجميلة)؛ هي جزيرة غير مأهولة تقع قبالة ساحل لابرادور وشمال جزيرة نيوفاوندلاند عند المدخل الأطلسي لمضيق بيل إيل الذي يحمل اسمها. الجزيرة التي سُمّيت بهذا الاسم من قبل المستكشف الفرنسي جاك كارتييه، تقع على أقصر ممر شحن يربط بين البحيرات العظمى وأوروبا، وكذلك على طريق الشحن الرئيسي الرابط بين الشمال والجنوب إلى خليج هدسون والأقاليم الشمالية الغربية. تضم الجزيرة أيضًا المحطة الطرفية لدرب الأبالاش الدولي.

## المناخ
يظهر الجدول التالي التغييرات المناخية على مدار السنة لبيل إيل:
| البيانات المناخية لـبيل إيل        | البيانات المناخية لـبيل إيل | البيانات المناخية لـبيل إيل | البيانات المناخية لـبيل إيل | البيانات المناخية لـبيل إيل | البيانات المناخية لـبيل إيل | البيانات المناخية لـبيل إيل | البيانات المناخية لـبيل إيل | البيانات المناخية لـبيل إيل | البيانات المناخية لـبيل إيل | البيانات المناخية لـبيل إيل | البيانات المناخية لـبيل إيل | البيانات المناخية لـبيل إيل | البيانات المناخية لـبيل إيل |
| الشهر                              | يناير                       | فبراير                      | مارس                        | أبريل                       | مايو                        | يونيو                       | يوليو                       | أغسطس                       | سبتمبر                      | أكتوبر                      | نوفمبر                      | ديسمبر                      | المعدل السنوي               |
| ---------------------------------- | --------------------------- | --------------------------- | --------------------------- | --------------------------- | --------------------------- | --------------------------- | --------------------------- | --------------------------- | --------------------------- | --------------------------- | --------------------------- | --------------------------- | --------------------------- |
| الدرجة القصوى °م (°ف)              | 4.4 (39.9)                  | 4.4 (39.9)                  | 7.2 (45.0)                  | 13.3 (55.9)                 | 15.0 (59.0)                 | 20.6 (69.1)                 | 22.8 (73.0)                 | 22.2 (72.0)                 | 20.6 (69.1)                 | 14.4 (57.9)                 | 12.2 (54.0)                 | 7.2 (45.0)                  | 22.8 (73.0)                 |
| متوسط درجة الحرارة الكبرى °م (°ف)  | −9.9 (14.2)                 | −9.2 (15.4)                 | −4.2 (24.4)                 | −0.5 (31.1)                 | 3.6 (38.5)                  | 8.4 (47.1)                  | 13.5 (56.3)                 | 14.2 (57.6)                 | 10.5 (50.9)                 | 5.2 (41.4)                  | −0.6 (30.9)                 | −6.7 (19.9)                 | 2.0 (35.6)                  |
| المتوسط اليومي °م (°ف)             | −13.0 (8.6)                 | −12.0 (10.4)                | −6.8 (19.8)                 | −2.9 (26.8)                 | 1.4 (34.5)                  | 5.8 (42.4)                  | 10.6 (51.1)                 | 11.5 (52.7)                 | 8.1 (46.6)                  | 3.2 (37.8)                  | −2.8 (27.0)                 | −9.4 (15.1)                 | −0.5 (31.1)                 |
| متوسط درجة الحرارة الصغرى °م (°ف)  | −15.8 (3.6)                 | −14.7 (5.5)                 | −9.4 (15.1)                 | −5.3 (22.5)                 | −0.7 (30.7)                 | 3.2 (37.8)                  | 7.7 (45.9)                  | 8.9 (48.0)                  | 5.7 (42.3)                  | 1.2 (34.2)                  | −5.0 (23.0)                 | −12.0 (10.4)                | −3.0 (26.6)                 |
| أدنى درجة حرارة °م (°ف)            | −35 (−31)                   | −34.4 (−29.9)               | −28.9 (−20.0)               | −23.3 (−9.9)                | −15.6 (3.9)                 | −7.2 (19.0)                 | −3.9 (25.0)                 | −1.7 (28.9)                 | −3.3 (26.1)                 | −11.1 (12.0)                | −21.1 (−6.0)                | −34.4 (−29.9)               | −35 (−31)                   |
| الهطول مم (إنش)                    | 59.6 (2.35)                 | 52.0 (2.05)                 | 110.7 (4.36)                | 45.1 (1.78)                 | 90.8 (3.57)                 | 153.7 (6.05)                | 161.0 (6.34)                | 146.3 (5.76)                | 135.2 (5.32)                | 119.7 (4.71)                | 84.4 (3.32)                 | 55.7 (2.19)                 | 1٬214٫2 (47.8)              |
| متوسط أيام هطول الأمطار (≥ 0.1 mm) | 12.52                       | 11.30                       | 12.93                       | 11.70                       | 11.83                       | 12.72                       | 12.23                       | 13.33                       | 12.80                       | 12.39                       | 13.27                       | 12.77                       | 149.79                      |
| المصدر: Météo Climat               |                             |                             |                             |                             |                             |                             |                             |                             |                             |                             |                             |                             |                             |